# Elmalı
Elmalı (Elmali, abans Elmalu, Emelas o Kabali, Ciutat de les pomes) és un poble de Turquia a la província d'Antalya, a l'oest d'Antalya, cap d'un districte. La ciutat tenia el 2007 una població de 14.038 habitants (4.967 el 1950) i el districte 36.213 (23.993 el 1950). Al districte hi ha dos municipalitats, Akçay i Yuva, i 49 pobles.
Es troba en una plana a 1.150 metres, rodejada de les muntanyes Elma Dagh (fins a 2.505 metres) i Bey Daghlari (fins a 3.086 metres), prop del llac Kara Göl.
La seva economia és agrícola.

## Llocs interessants

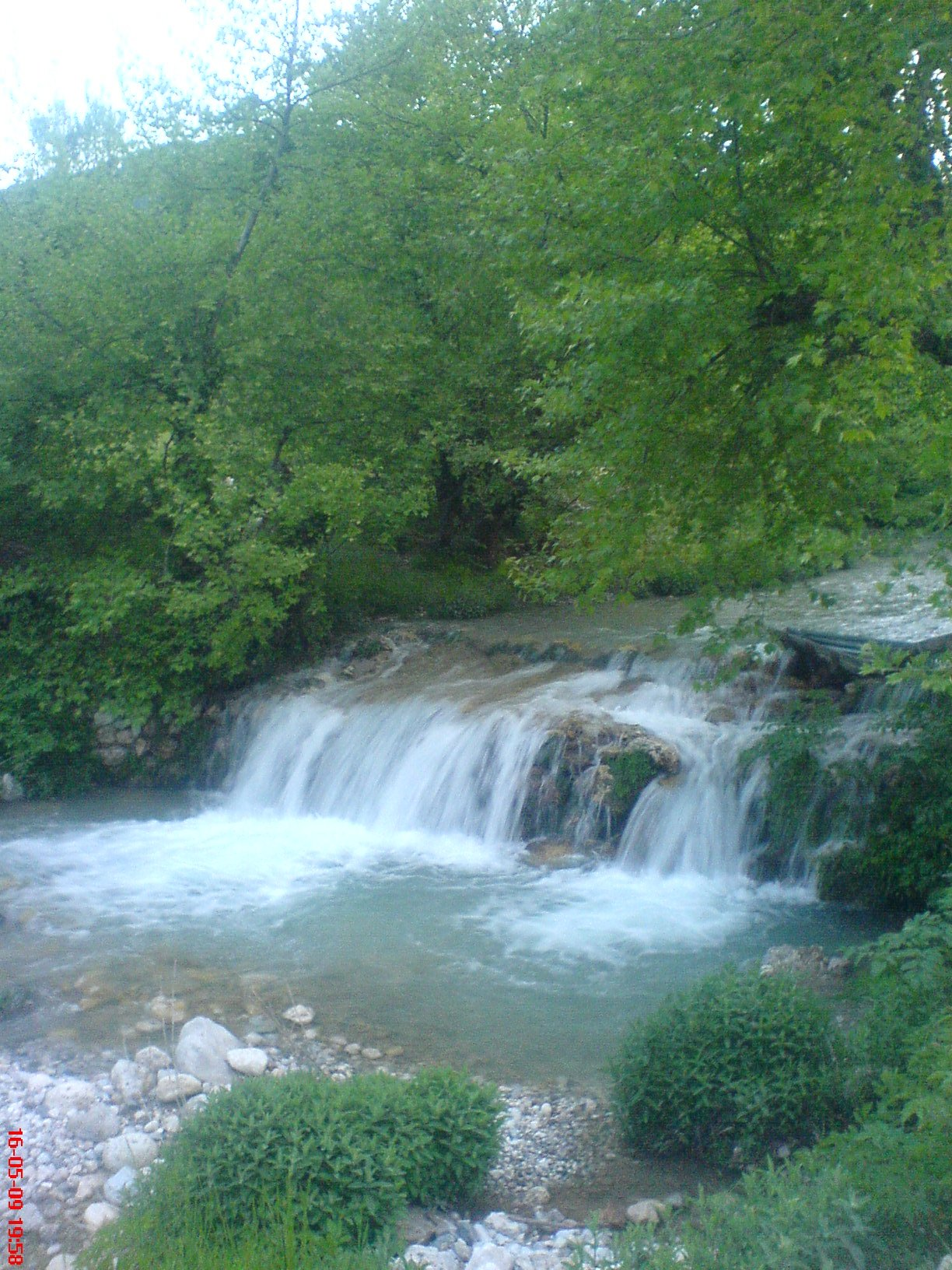
Elmalı - cascada

- Mesquites destacant la de Ömer Paşa, Sinan-i Ümmi i un minaret seljúcida
- Edifics del beylik de Teke i otomans
- Biblioteca amb manuscrits otomans
- Tombes d'Abdül Vehhat i Abdal Musa
- Banys turcs Bey Hamamı
- Font de Çatalceşme
- Restes arqueològiques
- Castell de Gilevgi, entre Gilevgi i Çobanisa.
- Elmalı Hazinesi (el tresor d'Elmali), 1.900 monedes de plata diverses, lícies i gregues descobertes en una excavació il·legal el 1984 al poblet de Bayındır i venudes als Estats Units, però retornades a Turquia deu anys després.

## Història

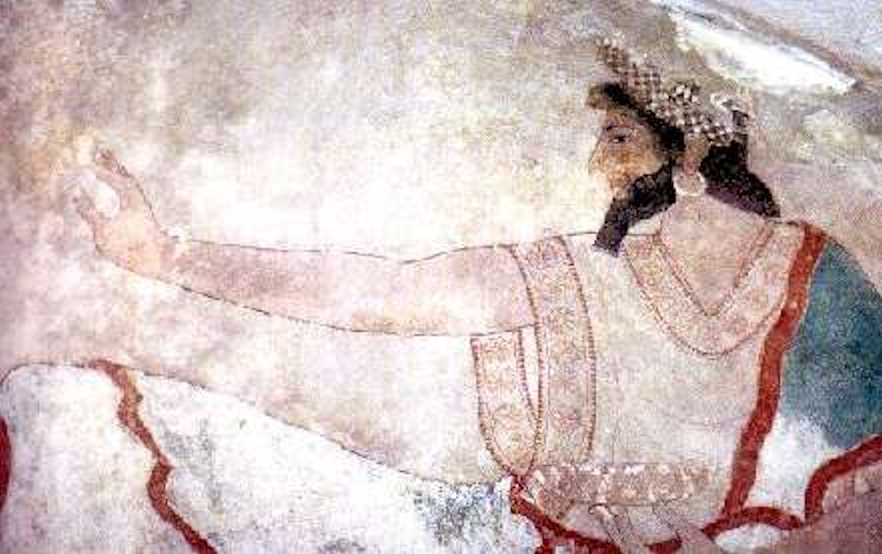
Karaburun, Elmalı. 470 aC

Les excavacions han posat al descobert la producció de coure datada vers el 2500 aC. Fou part de la regió de Lícia. Fou romana i romana d'Orient i els seljúcides hi van arribar al segle xi. Fou capital del beylikat de Tekeoğulları dels que va passar als otomans sota Baiazet I; després fou restaurat per Tamerlà el 1402, retornant als otomans sota Murat II el 1426/1427. Fou llavors una liwa (Teke) de l'eyalat d'Anadolu, però aviat el centre de la liwa fou transferit a Antalya i Elmali va quedar com un kada. La mesquita otomana d'Omer Pasha data de 1607. La població va mantenir les característiques ètniques dels antics licis. El segle xix era un kada del sandjak d'Antalya al wilayat de Konya. El port de Finike a uns 60 km, avui capçalera d'un districte, fou part del kada d'Elmali.

## Districte
La llista de poblacions del districte i la seva població és la següent:
| Vila/Poble   | Habitants (2007) |
| ------------ | ---------------- |
| Elmalı       | 14.038           |
| Ahatlı       | 361              |
| Akçainiş     | 745              |
| Akçay        | 1.721            |
| Armutlu      | 333              |
| Avşar        | 271              |
| Bayındır     | 317              |
| Bayralar     | 841              |
| Beyler       | 253              |
| Bozhüyük     | 821              |
| Büyüksöğle   | 405              |
| Çalpınar     | 415              |
| Çaybaşı      | 384              |
| Çobanisa     | 183              |
| Çukurelma    | 308              |
| Dereköy      | 101              |
| Düdenköy     | 582              |
| Eskihisar    | 899              |
| Eymir        | 584              |
| Gecitköy     | 177              |
| Geçmen       | 287              |
| Gökpınar     | 617              |
| Gölova       | 451              |
| Göltarla     | 170              |
| Gümüşyaka    | 156              |
| Hacımusalar  | 190              |
| Hacıyusuflar | 62               |
| Imırcık      | 150              |
| İslamlar     | 462              |
| Karaköy      | 66               |
| Karamık      | 363              |
| Kışlaköy     | 394              |
| Kızılca      | 88               |
| Kocapınar    | 271              |
| Kuzuköy      | 125              |
| Küçüksöğle   | 265              |
| Macun        | 221              |
| Mursal       | 382              |
| Ovacık       | 95               |
| Özdemir      | 583              |
| Pirhasanlar  | 332              |
| Salur        | 456              |
| Sarılar      | 171              |
| Tavullar     | 276              |
| Tekkeköy     | 1.067            |
| Yakaciftlik  | 469              |
| Yalnızdam    | 291              |
| Yapraklı     | 224              |
| Yılmazlı     | 374              |
| Yörenler     | 64               |
| Yuva         | 2.559            |
| Zümrütova    | 793              |
| Total        | 36.213           |

A les eleccions del 2007, es van obtenir els següents resultats:
| Partit       | Nombre de vots | Percentatge (%) |
| ------------ | -------------- | --------------- |
| AKP          | 7.880          | 31,90           |
| CHP          | 7.686          | 31,81           |
| MHP          | 4.576          | 18,52           |
| DP           | 3.157          | 12,78           |
| Participació | %89,90         |                 |